# Mycomya rebellicosa
Mycomya rebellicosa är en tvåvingeart som beskrevs av Vaisanen 1984. Mycomya rebellicosa ingår i släktet Mycomya och familjen svampmyggor.
Artens utbredningsområde är New Hampshire. Inga underarter finns listade i Catalogue of Life.